# Marc de Maar
Marc de Maar (né le 15 février 1984 à Assen) est un coureur cycliste néerlandais. Depuis 2010, il court pour Curaçao, anciennement connu comme les Antilles néerlandaises.

## Biographie
Après une saison dans l'équipe Löwik Meubelen-Tegeltoko, Marc de Maar rejoint en 2004 l'équipe Rabobank espoirs, qui réunit les meilleurs jeunes coureurs néerlandais. Il s'y impose rapidement comme un coureur très prometteur, remportant Hasselt-Spa-Hasselt en 2004, puis, en 2005, le Triptyque des Monts et Châteaux, le Tour du Loir-et-Cher, et deux étapes de l'Olympia's Tour. Ces résultats lui valent de passer en 2006 dans l'équipe première Rabobank. Il a notamment participé au Tour d'Italie et au Tour d'Espagne, mais n'a pas obtenu de résultats à la hauteur de sa saison 2005. 
Il n'a jamais réussi à obtenir de place dans le top dix d'un classement général depuis la signature de son contrat professionnel. La seule exception étant une septième place sur le Tour de Hainan 2009, sa dernière course avec Rabobank.

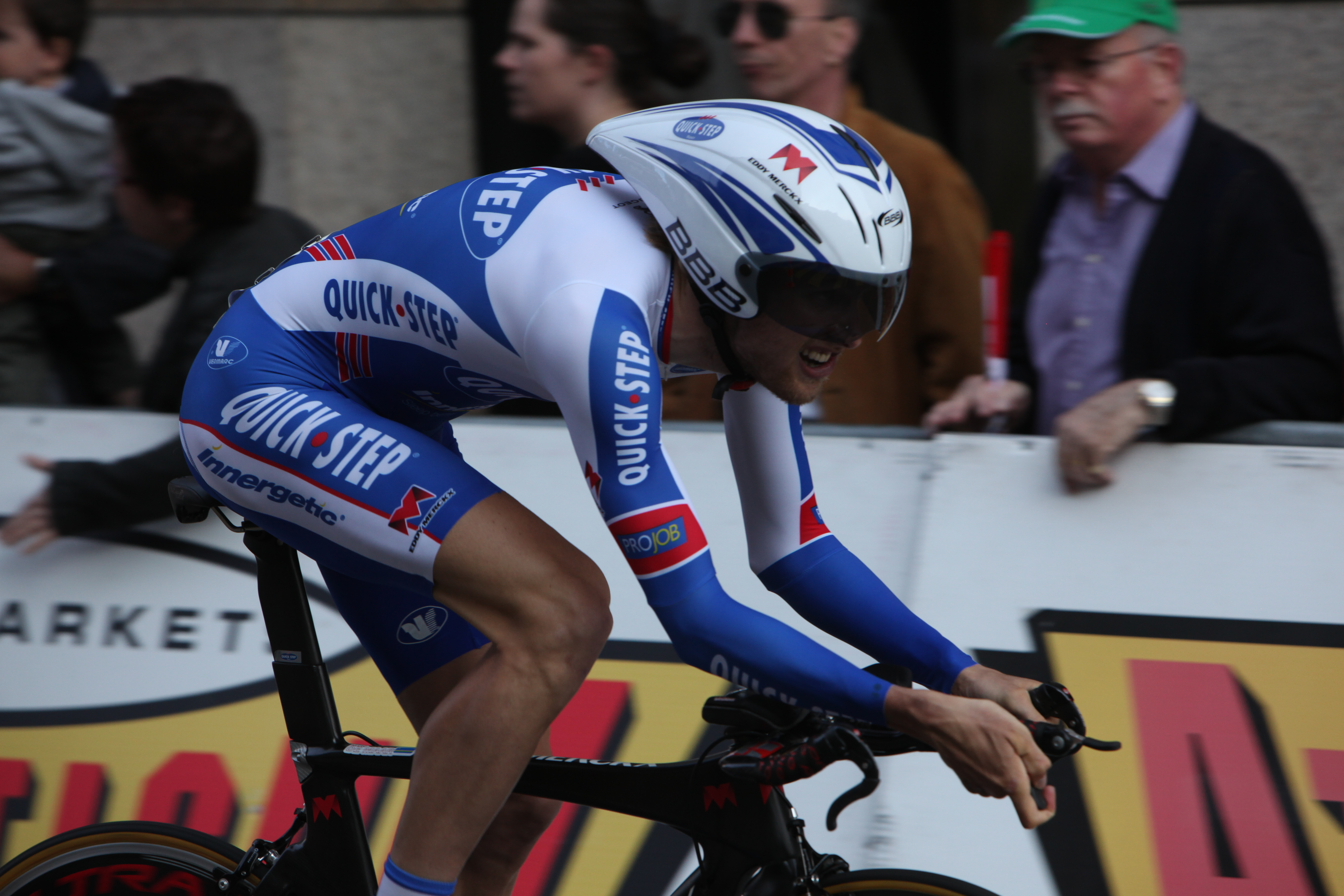
Lors d'un contre-la-montre, sur le Tour de Romandie 2011.

Il décide de s’exiler aux États-Unis en 2010, où il rejoint l'équipe UnitedHealthcare-Maxxis pour une année et fait le choix de courir pour les Antilles néerlandaises plutôt que pour les Pays-Bas. Là, il obtient rapidement un rôle de leader aux côtés de Rory Sutherland et termine le Tour de Californie en treizième position. Il révèle ses talents de grimpeur en terminant respectivement deuxième et troisième des ascensions du mont Tabor et du mont Adams lors de la Mount Hood Classic. On lui découvre également de bonnes aptitudes en course contre-la-montre, en remportant la troisième étape de cette même Mount Hood Classic et empoche ainsi le classement général final. Il confirme en enlevant l'étape du Mont Mégantic lors du Tour de Beauce ainsi que la 5e étape pour ainsi terminer troisième à une minute du vainqueur Ben Day. De Maar est inarrêtable dans les courses de montagne : il gagne au sommet du McKenzie Pass après avoir laissé sur place son coéquipier Rory Sutherland, pourtant annoncé comme grand favori, et Darren Lill. Ses titres de champion de Curaçao sur route et contre-la-montre résultent de sa domination sur les deux épreuves.

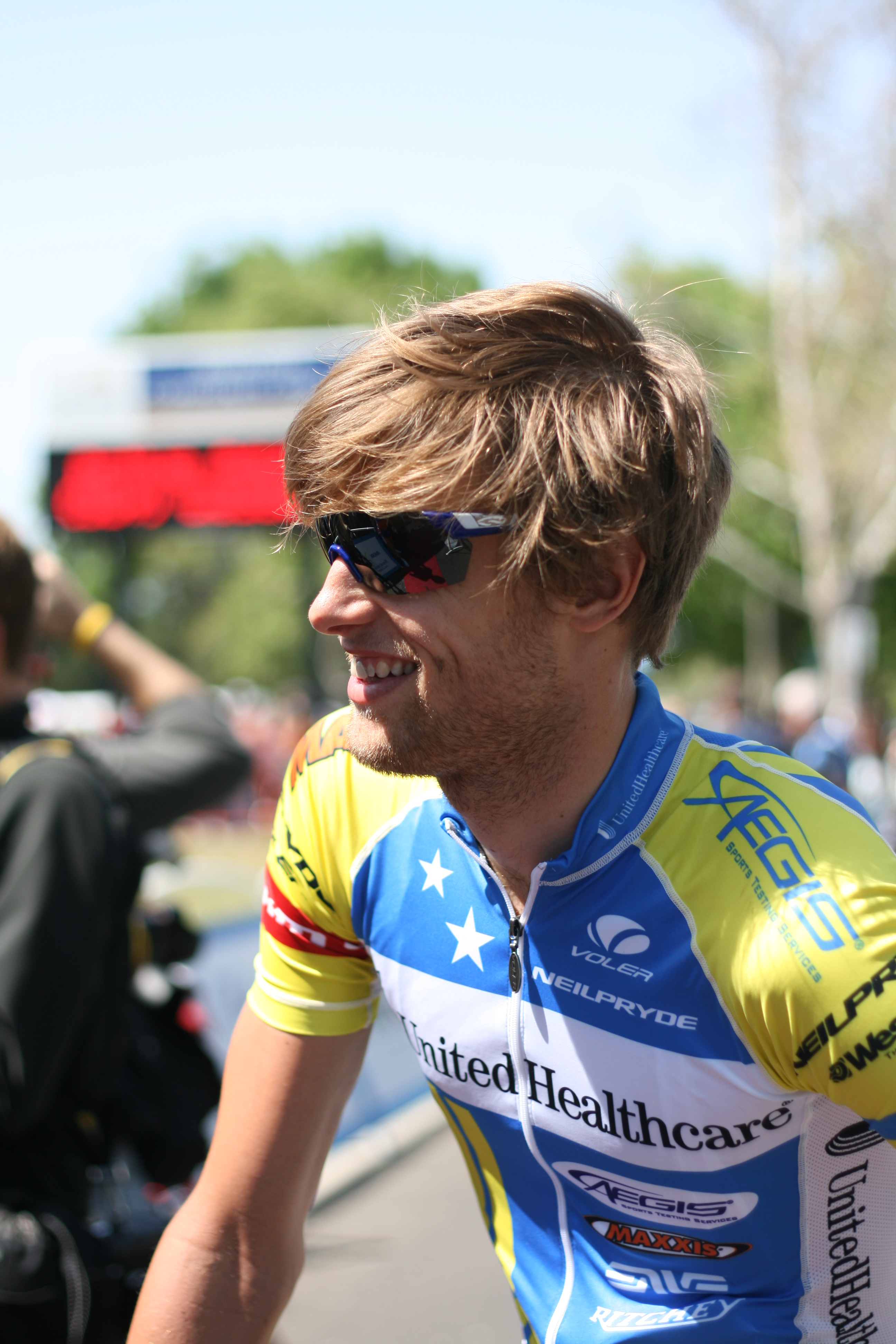
Marc de Maar sur le Tour de Californie 2012.

L'équipe ProTour Quick Step décide de lui donner une nouvelle chance en Europe où il signe un contrat et rejoint ainsi le champion des Pays-Bas, Niki Terpstra. Sa première distinction dans l'équipe belge est sa 12e place du classement général sur le Tour de Catalogne, à une minute du double vainqueur du Tour de France, Alberto Contador. Il remporte à nouveau le championnat de Curaçao, et devient le premier coureur à porter un maillot distinctif pour ce titre.
Au mois d'août 2016, le coureur annonce la fin de sa carrière professionnelle sur route et déclare vouloir se consacrer au VTT.

## Palmarès

### Palmarès sur route
- 2001
  - Classique des Alpes juniors
  - 3e du Tour de Haute-Autriche juniors
- 2003
  - 3e du Triptyque ardennais
- 2004
  - Grand Prix de Francfort espoirs
  - Hasselt-Spa-Hasselt
  - 2e de l'Internatie Reningelst
  - 3e du Tour de Thuringe
  - 8e du championnat du monde sur route espoirs
- 2005
  - Prologue et 8e étape de l'Olympia's Tour
  - Classement général du Triptyque des Monts et Châteaux
  - Tour du Loir-et-Cher :
    - Classement général
    - 3e étape

  - 2e étape du Tour de Gironde
- 2010
  -  Champion des Antilles néerlandaises sur route
  -  Champion des Antilles néerlandaises du contre-la-montre
  - Mount Hood Cycling Classic :
    - Classement général
    - 3e étape (contre-la-montre)

  - 3e et 5e étapes du Tour de Beauce
  - 1re étape de la Cascade Classic
  - 2e du Ronde van Oud-Vossemeer
  - 3e du Tour de Beauce
- 2011
  -  Champion de Curaçao sur route
  -  Champion de Curaçao du contre-la-montre
  -  Médaillé d'or de la course en ligne aux Jeux panaméricains
- 2012
  -  Champion de Curaçao du contre-la-montre
  -  Champion de Curaçao sur route
  - 5e étape du Tour de Grande-Bretagne
  - 6e du championnat panaméricain sur route
  - 9e du championnat panaméricain du contre-la-montre
- 2013
  -  Champion des Caraïbes sur route
  - 5e étape du Tour de Beauce
- 2014
  - 2e étape du Tour de Norvège
  - 2e du Tour de Norvège
- 2015
  - 2e du Tour de Luxembourg
- 2018
  - Tour de Kumano

### Résultats sur les grands tours

#### Tour d'Italie
1 participation
- 2006 : 125e

#### Tour d'Espagne
3 participations
- 2007 : 109e
- 2008 : 56e
- 2011 : 82e

### Classements mondiaux
| Année                                 | 2005 | 2006 | 2007 | 2008 | 2009 | 2010 | 2011 | 2012 | 2013 | 2014 | 2015 | 2016 | 2017 | 2018 |
| ------------------------------------- | ---- | ---- | ---- | ---- | ---- | ---- | ---- | ---- | ---- | ---- | ---- | ---- | ---- | ---- |
| Classement mondial                    |      |      |      |      |      |      |      |      |      |      |      | nc   | 972e | 651e |
| UCI Europe Tour                       | 71e  |      |      |      |      | nc   |      | 288e | 582e | 77e  | 136e | nc   | nc   | nc   |
| UCI Asia Tour                         | nc   |      |      |      |      | nc   |      | nc   | nc   | nc   | nc   | nc   | 137e | 57e  |
| UCI America Tour                      | nc   |      |      |      |      | 45e  |      | 28e  | 173e | 155e | nc   | nc   | nc   | nc   |
|                                       |      |      |      |      |      |      |      |      |      |      |      |      |      |      |
| Légende : nc = non classéSource : UCI |      |      |      |      |      |      |      |      |      |      |      |      |      |      |